# Sydlig dvärgtyrann
Sydlig dvärgtyrann (Camptostoma obsoletum) är en fågel i familjen tyranner inom ordningen tättingar. Den har en vid utbredning från Costa Rica i Centralamerika söderut till norra Argentina. 

## Utseende och läte
Sydlig dvärgtyrann är en liten tyrann. Utseendet är rätt intetsägande och varierar, men generellt grågrön ovan med svarta vingar och dubbla vingband, undertill ljus och på huvudet ett kort ögonbrynsstreck. Jämfört med liknande arter urskiljer den sig genom liten storlek, buskig huvudtofs, kort näbb och rent ansikte. Lätena varierar också, där nordliga fåglar låter höra sorgsamma "teew, teew, teew", medan sydliga också kan yttra en avvikande fräsande och gallande drill.

## Utbredning och systematik
Sydlig dvärgtyrann delas in i tretton underarter med följande utbredning:
- pusillum-gruppen
  - C. o. flaviventre – stillahavskusten i sydvästra Costa Rica och Panama
  - C. o. orphnum æ öarna Coiba och Cébaco (Panama)
  - C. o. majus – Pärlöarna (Panama)
  - C. o. caucae – Colombia (västra Anderna och dalarna Cauca och Magdalena)
  - C. o. pusillum – Colombias norra karibiska kust, i norra Venezuela och på Trinidad
  - C. o. napaeum – södra och centrala Venezuela till Guyanarehionen och norra Brasilien
  - C. o. olivaceum – sydöstra Colombia till östra Ecuador, nordöstra Peru och västra Brasilien (västra Amazonområdet)
- obsoletum-gruppen
  - C. o. sclateri – tropiska västra Ecuador och nordvästligaste Peru (Tumbes och norra Piura)
  - C. o. maranonicum – norra Peru (mitten av Marañón-dalen)
  - C. o. griseum – torra kustområden i västra Peru (från Lambayeque till Lima)
  - C. o. bolivianum – centrala Bolivia och nordvästra Argentina (Tucumán)
  - C. o. cinerascens – östra Brasilien (från Maranhão till Ceará och Mato Grosso) och västra Bolivia
  - C. o. obsoletum – sydöstra Brasilien, Uruguay, Paraguay och norra Argentina

## Levnadssätt
Sydlig dvärgtyrann hittas i olika typer av halvöppna områden, som skogsbryn och buskmarker. Den beter sig mer som en skogssångare än en flugsnappare när den aktivt rör sig genom vegetationen på jakt efter olika leddjur, knyckande på vingar och stjärt. Honan bygger ett sfäriskt bo med sidoingång som placeras i tät vegetation.

## Status
Arten har ett stort utbredningsområde och beståndet anses vara stabilt. Internationella naturvårdsunionen IUCN listar den därför som livskraftig (LC). Beståndet uppskattas till i storleksordningen 50 miljoner vuxna individer.

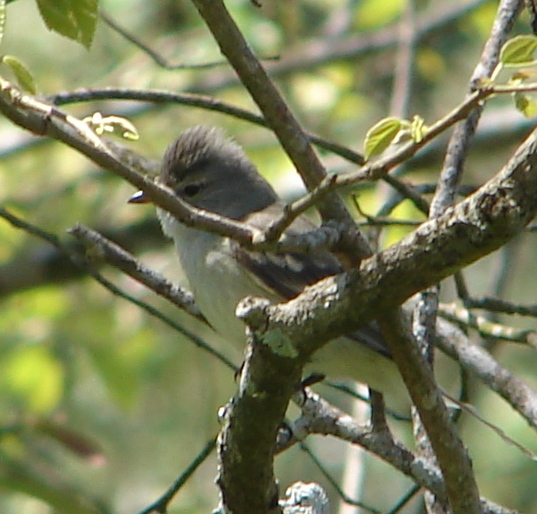